# Филиппов, Владимир Александрович
Владимир Александрович Филиппов (1889—1965) — российский и советский историк театра, театральный критик, режиссёр, актёр, педагог, профессор, Заслуженный деятель искусств РСФСР (1956).

## Биография
Владимир Филиппов родился 18 июня 1889 года в городе Москве, в семье профессора-юриста. В 1907 году он окончил Пятую Московскую гимназию, а в 1912 году — Императорский Московский университет по словесному отделению историко-филологического факультета, при котором был оставлен.
В МГУ Владимир Александрович Филиппов занимался главным образом историей драмы. Преподавал русскую литературу в средней школе и читал историю театра в Музыкально-драматическом училище Московского филармонического общества и в Московском археологическом институте.
В. А. Филиппов много работал в области театра практически, как организатор, режиссер и актёр, до и после октябрьского переворота 1917 года. Состоял членом Государственной академии художественных наук (ГАХН), с 1923 года занял посты председателя её Театральной секции и председателя Театральной секции Государственного учёного совета.
В 1912 года Владимир Александрович Филиппов работал в рукописном отделении Парижской национальной библиотеки, результатом чего стали его первые печатные работы. Большинство работ Филиппова относится к вопросам театроведения.
Преподавал в Театральном училище имени Щепкина, Школе-студии имени Немировича-Данченко и ГИТИСе.
Владимир Александрович Филиппов скончался 20 мая 1965 года в родном городе и был похоронен на Новодевичьем кладбище.
Заслуги В. А. Филиппова были отмечены званием Заслуженный деятель искусств РСФСР (1956).

## Награды
- Орден Трудового Красного Знамени (26 октября 1949 года) — за выдающиеся заслуги в развитии русского театрального искусства и в связи с 125-летием со дня основания Государственного ордена Ленина Академического Малого театра[7].
- Заслуженный деятель искусств РСФСР (1956 год).